# Stenocactus
Stenocactus es un género de cactus  nativo de México. Comprende 93 especies descritas y de estas, solo 18 aceptadas.

## Descripción
Las plantas son globosas y permanecen relativamente pequeñas, lo que los hace muy manejable en macetas. Además, crecen  y florecen fácilmente - a menudo, es una de los primeros de una colección de cactus en flor en primavera. Además de su forma de bola, la mayoría de las especies de este género tienen costillas de aletas únicas que son muy numerosas. Esto les da un aspecto que recuerda un submarino de coral. Las espinas están generalmente presentes y son prominentes, pero no hasta el punto de oscurecer el tallo. Las flores surgen en el ápice y son de color blanco a rosa oscuro, pero puede ser un blanco cremoso. Este género es nativo del desierto de Chihuahua en México. Las plantas individuales pueden variar considerablemente dentro de una especie y esto hace que la identificación de este género sea muy difícil. Debido a una larga y complicada historia de nomenclatura, el género se cultiva y se negocian todavía entre los coleccionistas bajo el nombre de género Echinofossulocactus.

## Taxonomía
El género fue descrito por (K.Schum.) A.Berger ex A.W.Hill y publicado en Index Kewensis 8: 228. 1933. La especie tipo es: Stenocactus obvallatus
Etimología
Stenocactus: nombre genérico que deriva de las palabras griegas: στενός stenos que significa "estrecho",  en referencia a las costillas, que son muy delgadas en la mayoría de las especies de este género.

## Especies aceptadas
A continuación se brinda un listado de las especies del género Stenocactus aceptadas hasta mayo de 2015, ordenadas alfabéticamente. Para cada una se indica el nombre binomial seguido del autor, abreviado según las convenciones y usos.	
- Stenocactus anfractuosus (Mart.) A. Berger ex A.W. Hill
- Stenocactus arrigens (Link) A. Berger ex A.W. Hill
- Stenocactus boedekerianus A. Berger ex A.W. Hill
- Stenocactus coptonogonus (Lem.) A. Berger ex A.W. Hill
- Stenocactus crispatus (DC.) A. Berger ex A.W. Hill
- Stenocactus dichroacanthus (Mart.) A. Berger ex Backeb. & F.M. Knuth
- Stenocactus heteracanthus (Muehlenpf.) A.W. Hill
- Stenocactus lamellosus (A. Dietr.) A.W. Hill
- Stenocactus lancifer (A. Dietr.) A. Berger ex Backeb. & F.M. Knuth
- Stenocactus multicostatus (Hildm.) A. Berger ex A.W. Hill
- Stenocactus obvallatus (DC.) A. Berger ex A.W. Hill
- Stenocactus ochoterenanus Tiegel
- Stenocactus pentacanthus (Lem.) A. Berger ex A.W. Hill
- Stenocactus phyllacanthus (Mart.) A. Berger ex A.W. Hill
- Stenocactus sulphureus (A. Dietr.) Bravo
- Stenocactus tetraxiphus (Otto ex K. Schum.) A. Berger ex A.W. Hill
- Stenocactus vaupelianus (Werderm.) F.M. Knuth
- Stenocactus wippermannii (Muehlenpf.) A. Berger ex A.W. Hill